# District de Mizuma
Le district de Mizuma (三潴郡, Mizuma-gun) est un district de la préfecture de Fukuoka au Japon.
Lors du recensement de 2000, sa population était de 43 267 habitants pour une superficie de 52 km2.

## Commune du district
- Ōki